# Ниаматпур
Ниаматпур (бенг. নিয়ামতপুর, англ. Niamatpur) — город на северо-западе Бангладеш, административный центр одноимённого подокруга. Площадь города равна 3,01 км². По данным переписи 2001 года, в городе проживало 17 207 человек, из которых мужчины составляли 53,26 %, женщины — соответственно 46,74 %. Уровень грамотности населения составлял 46,3 % (при среднем по Бангладеш показателе 43,1 %). 